# 第30回世界卓球選手権
第30回世界卓球選手権（だい30かいせかいたっきゅうせんしゅけん）は、1969年4月17日から4月27日まで西ドイツのミュンヘンで開催された世界卓球選手権である。日本が全7種目のうち4種目で優勝した。
団体男子は日本が西ドイツを5-3で破り2大会連続7度目の優勝を果たした。敗れた西ドイツもエーベルハルト・シェーラーが世界チャンピオンの長谷川信彦、日本チャンピオンの伊藤繁雄を破ったが日本の河野満は3戦全勝で優勝に貢献した。
団体女子はソ連が決勝でルーマニアを破り初優勝、3位にはチェコスロバキアを破った日本がなった。
男子ダブルスはスウェーデンのアルセア、ヨハンソンが連覇を果たし日本の長谷川、田阪組は8年ぶりの日本勢優勝は果たせなかった。
女子シングルスは日本チャンピオンの小和田敏子が東ドイツのガイスラーをトップ打ちで振り回し、3-1で破り初優勝した。
女子ダブルスはグリンベルク、ルドノワ組が優勝した。
混合ダブルスは日本が7連勝を果たした。
大会中の世界卓球連盟総会で次回大会を日本の名古屋で開催することが決まった。

## メダル獲得者

### 団体戦
| 種目     | 金                                                                                         | 銀 | 銅                                                                                             |
| -------- | ------------------------------------------------------------------------------------------ | --- | ---------------------------------------------------------------------------------------------- |
| 男子団体 | 日本 · 長谷川信彦 · 井上哲夫 · 伊藤繁雄 · 笠井賢二 · 河野満                                | 西ドイツ · ベルント・ヤンセン · ウィルフリード・リーク · マルティン・ネス · エーベルハルト・シェーラー | ユーゴスラビア · Zlatko Cordas · Istvan Korpac · Antun Stipančić · シュルベック · Edvard Vecko |
| 女子団体 | ソビエト連邦 · Laima Balaišytė · スベトラーナ・グリンベルグ · Rita Pogosova · Zoja Rudnova | ルーマニア (ROU) · マリア・アレクサンドル · Carmen Crișan · Eleonora Mihalca                           | 日本 · 広田佐枝子 · 今野安子 · 小和田敏子 · 森沢幸子                                           |

### 個人戦
| 種目           | 金                                      | 銀                                      | 銅                                      |
| -------------- | --------------------------------------- | --------------------------------------- | --------------------------------------- |
| 男子シングルス | 伊藤繁雄                                | エーベルハルト・シェーラー              | 笠井賢二                                |
| 男子シングルス | 伊藤繁雄                                | エーベルハルト・シェーラー              | 田阪登紀夫                              |
| 女子シングルス | 小和田敏子                              | ガブリエレ・ガイスラー                  | マリア・アレクサンドル                  |
| 女子シングルス | 小和田敏子                              | ガブリエレ・ガイスラー                  | 濱田美穂                                |
| 男子ダブルス   | ハンス・アルセア シェル・ヨハンソン     | 長谷川信彦 田阪登紀夫                   | 伊藤繁雄 河野満                         |
| 男子ダブルス   | ハンス・アルセア シェル・ヨハンソン     | 長谷川信彦 田阪登紀夫                   | Anatoly Amelin スタニスラフ・ゴモスコフ |
| 女子ダブルス   | スベトラーナ・グリンベルグ Zoja Rudnova | マリア・アレクサンドル Eleonora Mihalca | Choi Hwan-hwan Choi Jung-sook           |
| 女子ダブルス   | スベトラーナ・グリンベルグ Zoja Rudnova | マリア・アレクサンドル Eleonora Mihalca | Jitka Karlíková Ilona Uhlíková-Voštová  |
| 混合ダブルス   | 長谷川信彦 今野安子                     | 河野満 広田佐枝子                       | 伊藤繁雄 小和田敏子                     |
| 混合ダブルス   | 長谷川信彦 今野安子                     | 河野満 広田佐枝子                       | デニス・ニール メアリー・シャノン       |

## 日本選手の戦績

### 男子シングルス
- 伊藤繁雄（タマス） - 優勝、準決勝で笠井、決勝でシェラーを破った。
- 田阪登紀夫（早稲田大学） - 3位、6回戦で第10シードの周昌石、準々決勝で井上を破った。準決勝でシェラーに2-3で敗退。
- 笠井賢二（愛知工業大学出身） - 3位、準々決勝でステパンチクを破った。準決勝で伊藤に0-3で敗退
- 長谷川信彦（愛知工業大学出身） - 6回戦でステパンチクに2-3で敗退。
- 井上哲夫（専修大学） - 5回戦でベングトソン、6回戦でシュルベックを破った。準々決勝で田阪に敗退。
- 河野満（旺文社）- 5回戦でソ連のenに敗退。

### 男子ダブルス
- 長谷川信彦、田阪登紀夫組 - 準優勝でヤンセン、ミハイロフを破った。決勝でヨハンソン、アルセア組に敗退。
- 伊藤繁雄、河野満組 - 3位 - 準決勝でヨハンソン、アルセア組に敗退。
- 笠井賢二、井上哲夫組 - 準々決勝でゴモスコフ、アメリン組に敗退。

### 女子シングルス
- 小和田敏子（中京大学） - 優勝、準決勝でアレクサンドル、決勝でガイスラーを破った。
- 濱田美穂（中央大学）- 3位、準々決勝でミカルカを破った。準決勝でガイスラーに敗退。
- 伊藤和子（大生信用）- 5回戦でシェラーに敗退。
- 今野安子（愛知工業大学）- 4回戦でルーマニアのミハラに敗退。
- 広田佐枝子（日本楽器）- 4回戦で東ドイツのホベスタットに敗退。
- 森沢幸子（大生信用） - 3回戦でイングランドのポーリン・ピドック（英語版）に敗退。

### 女子ダブルス
- 森沢幸子、広田佐枝子 - ベスト8
- 小和田敏子、今野安子 - 4回戦でソ連のゲドライチテ、東ドイツのステファン組に敗退。
- 伊藤和子、濱田美穂組 - 4回戦でチェコスロバキアのボストワ、カリコワ組に敗退。

### 混合ダブルス
- 長谷川信彦、今野安子組 - 優勝（長谷川は前回大会では山中教子とのペアで優勝）
- 河野満、広田佐枝子組 - 準優勝、決勝で長谷川、今野組に敗退。
- 伊藤繁雄、小和田敏子組 - 3位、準決勝で河野、広田組に敗退。
- 田阪登紀夫、伊藤和子組 - 準々決勝でニール、ライト組に敗退。
- 井上哲夫、森沢幸子組 - 5回戦でニール、ライト組に敗退。
- 笠井賢二、濱田美穂組 - 3回戦で第2シードのソ連、ゴモスコフ、ルドノワ組に敗退。